# A mű-Süsü / A bűvös virág
A mű-Süsü / A bűvös virág címmel 1987-ben jelent meg Csukás István és Bergendy István hanglemezes albuma, mely a Süsü, a sárkány című nagy sikerű magyar bábfilmsorozat hatodik és hetedik epizódjának hangjáték változata.
Ez a lemez az 1982 és 1988 között megjelent Csukás István és Bergendy István Süsü című ötlemezes sorozatának negyedik albuma.

## Alkotók
- Írta: Csukás István
- Zenéjét szerezte: Bergendy István
- Rendezte: Szabó Attila
- Hangmérnök: Horváth János
- Zenei rendező: Oroszlán Gábor
- Asszisztens: Csepeli Péter
- Felvételvezető: Dabasi Péter

## Az album számai
1. "A mű-Süsü" – 28:09
2. "A bűvös virág" – 27:11

Teljes idő: 55:29

## Szereposztás
- Süsü: Bodrogi Gyula
- Kém: Paudits Béla
- Kis királyfi: Meixler Ildikó
- Torzonborz: Horváth Gyula
- Géphang, Hadvezér II., Borbély: Szombathy Gyula
- Kancellár III.: Benedek Miklós
- Hadvezér I.: Balázs Péter
- Pék: Usztics Mátyás
- Csizmadia: Szabó Ottó
- Kancellár I.: Kaló Flórián
- Király: Sztankay István
- Írnok: Mikó István
- Zsoldos I.: Zenthe Ferenc
- Zsoldos II.: Horkai János
- Dada: Tábori Nóra
- Zöldséges kofa, Asszony: Hacser Józsa
- Sárkányfűárus: Miklósy György
- Kertész: Képessy József
- Kocsmáros: Vándor József
- Királyné: Hűvösvölgyi Ildikó

Közreműködik a Bergendy Szalonzenekar és a Zajbrigád.